# Chaerophyllum karsianum
Chaerophyllum karsianum là một loài thực vật có hoa trong họ Hoa tán. Loài này được Kit Tan & Ocakv. mô tả khoa học đầu tiên năm 1986.